# Celtis mildbraedii
Celtis mildbraedii là một loài thực vật có hoa trong họ Cannabaceae. Loài này được Engl. mô tả khoa học đầu tiên năm 1909.

## Hình ảnh

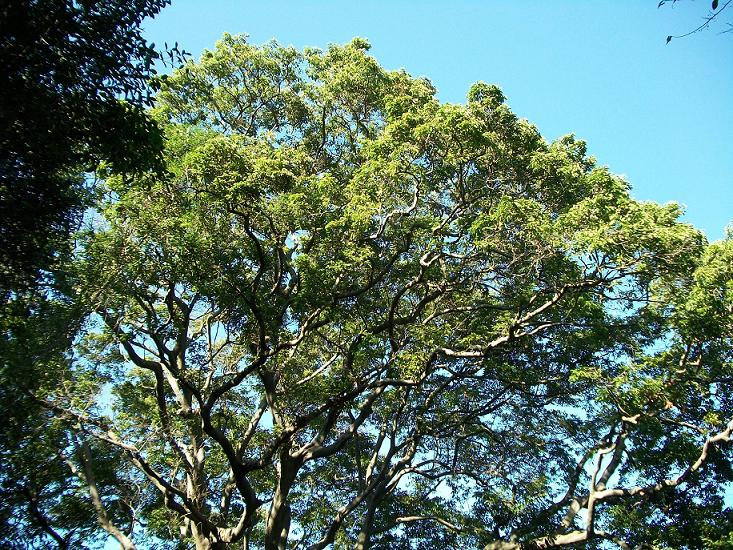
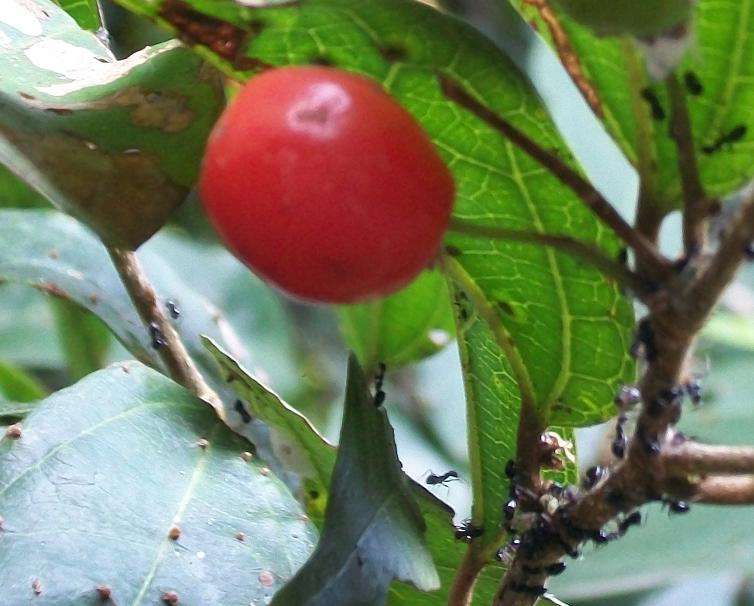
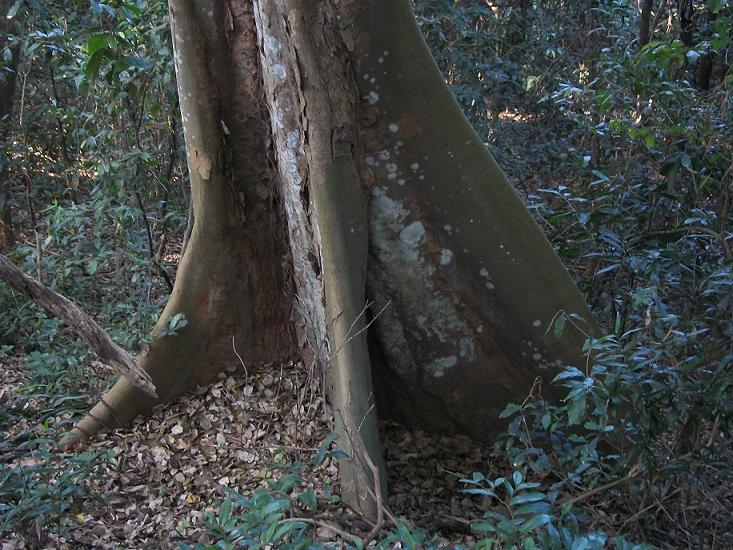
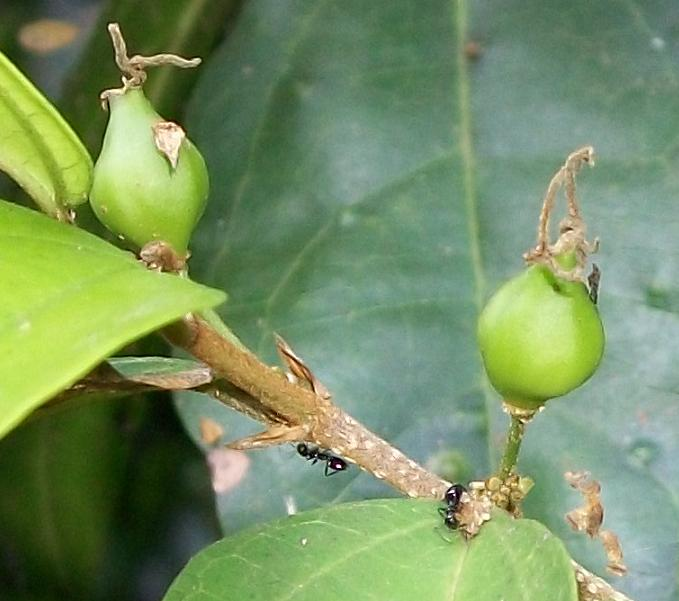